# Tanacetum turcomanicum
Tanacetum turcomanicum là một loài thực vật có hoa trong họ Cúc. Loài này được (Krasch.) Tzvelev miêu tả khoa học đầu tiên năm 1961.